# (36778) 2000 SU1
2000 SU1 (asteroide 36778) é um asteroide da cintura principal. Possui uma excentricidade de 0.25483740 e uma inclinação de 11.73979º.
Este asteroide foi descoberto no dia 19 de setembro de 2000 por Uppsala-DLR Asteroid Survey em Kvistaberg.